# 敦刻尔克站
敦刻尔克站是法国的一个铁路车站，位于法国城市敦刻尔克。
敦刻尔克站是法国本土最北端的铁路客运车站，历史上敦刻尔克站曾有铁路线继续向东北延伸至比利时，并在法国境内设有比敦刻尔克更靠北的勒夫兰库克站，但现已废弃。

## 位置
敦刻尔克站位于敦刻尔克市区的中部。车站大致呈南北走向，开口朝东。
敦刻尔克站并非一个尽头式车站，其主站房位于铁路线东侧。铁路线由南向北到达敦刻尔克后分为两部分：向东北为敦刻尔克－布赖迪讷铁路，名义上保留货运服务，但实际上已废弃；向西北则为敦刻尔克港口专用铁路，现仍在使用。

## 历史
敦刻尔克站建于1848年，在二战中被炸毁。现有站房建于1955年。

## 设施
敦刻尔克站设有人工售票窗口，其开放时间如下：
- 周一至五：6:00~19:45
- 周六：6:30~19:45
- 周日及节假日：8:15~21:20

此外，敦刻尔克站内还设有多台自动售票机及自动售货机。
敦刻尔克站设有多个站台，但由于其站内没有人行天桥或地下通道，因此前往岛式站台的乘客需跨越铁路正线。不过由于通过敦刻尔克站的货运列车数量较少，通过车站时速度很慢，且大部分都在夜间运行，因此安全隐患并不大。

## 停靠线路
以下列车线路在敦刻尔克站停靠：
| 敦刻尔克站列车线路表     |              |                         |          |              |
| 线路                     | 车种         | 上一站                  | 下一站   | 大致运行频率 |
| 巴黎—敦刻尔克            | TGV          | 阿兹布鲁克              | （终点） | 每天4趟左右  |
| 巴黎—敦刻尔克            | TGV          | 里尔欧洲                | （终点） | 每天4趟左右  |
| 里尔/阿兹布鲁克—敦刻尔克 | 法国大区列车 | 贝尔格/库德凯尔克布朗什 | （终点） | 每天13趟左右 |
| 阿拉斯—敦刻尔克          | 法国大区列车 | 阿兹布鲁克              | （终点） | 每天1趟      |
| 加来—敦刻尔克            | 法国大区列车 | 布尔堡/库德凯尔克布朗什 | （终点） | 每天8趟      |
| 1. 2. 3.                 |              |                         |          |              |

## 配套交通

### 长途客车
| 停靠敦刻尔克站的大巴车 |                              | |
| 上下车地点             | 运营单位                     | 主要目的地 |
| 敦刻尔克站门口         | 诺尔省城际客运 Arc en Ciel 1 | - 101线：吉费尔德、莱莫埃尔、翁斯科特、奥斯特卡佩勒、斯滕福德 - 102线：贝尔格、瓦米勒、瓦雷姆、斯滕福德、奥斯特卡佩勒 - 103线：贝尔格、夸迪普尔、沃尔穆特、埃斯凯尔贝克 - 104线：布尔堡、卡佩勒布鲁克、圣皮埃尔布鲁克、奥尔克、瓦特、塞尔克、圣奥梅尔 - 104E线：布尔堡、瓦特、圣奥梅尔 - 105线：沃尔穆特、卡塞勒、圣西尔韦斯特卡佩勒、阿兹布鲁克 - 122线：布鲁凯尔克、洛贝格、德兰卡姆 - 124线：斯泰讷、比耶尔讷、贝尔格 |
| 敦刻尔克站门口         | SNCF                         | 当某条铁路线施工或罢工时，SNCF可能会提供途径该线路沿途站点的大巴车 |
| 1. 2. 3. 4.            |                              | |

### 市内交通
| 敦刻尔克站附近的市内公共交通线路 |                | |
| 公交车站名称                     | 位置           | 停靠线路 |
| Gare                             | 敦刻尔克站门口 | - 1路：敦刻尔克-广袤大道 ↔ 大桑特-吕塞勒 - 2路：敦刻尔克-广袤大道 ↔ 大桑特-公共花园 - 2A/2B路：阿丁凯尔克-德潘讷火车站 布赖迪讷-边境 ↔ 敦刻尔克-马尔迪克堡-安赛乐 敦刻尔克-马尔迪克-沙丘公路 - 3路：勒夫兰库克-海滩 ↔ 库德凯尔克布朗什-印象派 库德凯尔克布朗什-斯滕丹花园 泰特盖姆-库德凯尔克村-堡垒森林 - 4路：勒夫兰库克-村 泰特盖姆-泰特盖姆-范德梅尔斯 ↔ 大卡佩勒-克洛阿扎 - 5路： 敦刻尔克-滨海圣波勒-弗拉芒 ↔ 库德凯尔克布朗什-斯滕丹花园 - 7路：敦刻尔克-马尔迪克-沙丘公路 ↔ 库德凯尔克布朗什-七星球 泰特盖姆-库德凯尔克村-堡垒森林 - 8A路：敦刻尔克-马罗海滩 ↔ 斯皮凯尔-市政府 - 8B路：敦刻尔克-马罗海滩 ↔ 敦刻尔克-马尔迪克-安賽樂 - A线：敦刻尔克-体育场 ↔ 格拉沃利讷-埃德蒙·罗斯坦 菲利普大堡-普吕沃斯特体育场 |
| 1. 2. 3.                         |                | |

## 临近车站
| 敦刻尔克站（Gare de Dunkerque） |                      |          |
| 上行车站                        | 线路                 | 下行车站 |
| 库德凯尔克布朗什站              | 阿拉斯－敦刻尔克铁路 | （终点） |
| - 本表仅显示运营中的线路及车站  |                      |          |